# موقوفه کارنگی برای صلح بین‌المللی
موقوفه کارنگی برای صلح بین‌المللی (به انگلیسی: Carnegie Endowment for International Peace) یک مؤسسه غیرانتفاعی خصوصی آمریکایی است که اندرو کارنگی میلیونر آمریکایی در سال ۱۹۱۰ برای «گسترش همکاری بین‌المللی و درگیری فعال آمریکا در امور بین‌المللی» تأسیس کرد.